# Kureniwka
Kureniwka (ukr. Куренівка, ros. Куренёвка) – zabytkowa dzielnica na prawym brzegu w Kijowie, stolicy Ukrainy. Znajduje się pomiędzy dzielnicami Padół, Obołon, Priorka i Syrec.
Kureniwka znana jest od XVII wieku jako przedmieście miasta Kijowa. Tutaj znajdowało się kilka kureniów kijowskich Kozaków. Niektórzy historycy przypisują pochodzenie nazwy od tych obozów kozackich, z kurin oznaczającym czapki kozackie. Później przedmieście zostało zabudowane domami rodzinnymi. Wraz z rozwojem Kijowa przez wieki, Kureniwka powoli się zaludniała. Mieszkańcy wykupywali ziemię i tworzyli ogrody. 
W dniu 13 marca 1961 roku lawina błotna z okolic położonych wyżej na terenie Babiego Jaru zniszczyła Kureniwkę, zabijając według oficjalnych danych 145 osób. Historycy uważają jednak, że liczba ofiar sięgała ok. tysiąca pięciuset osób.